# César-Henri Boscal de Réals
César-Henri Boscal de Réals, dit le « chevalier de Réals », né le 28 mars 1723 à Rochefort et mort le 17 octobre 1795 à Daoulas dans le Finistère, est un officier de marine français du XVIIIe siècle. Il sert dans la Marine royale pendant la guerre d'indépendance des États-Unis et termine sa carrière avec le grade de chef d'escadre.

## Biographie

### Origines et famille
César-Henri Boscal est le fils de Pierre-Charles Boscal de Réals (1680-1752), officier de la Marine royale, et de sa deuxième femme, Anne Legoux de Périgny (né v. 1695). Ses deux parents se marient le 12 juin 1715 à La Rochelle. Il descend des Boscal de Réals, une famille de la noblesse saintongeaise ayant fourni un grand nombre d'officiers à la Royale depuis plusieurs générations. Son père et son grand-père, Charles-César Boscal de Réals (1645-1697), servent dans la Marine royale et parviennent tous deux au grade de capitaine de vaisseau.

### Carrière dans la Marine royale
Il entre à son tour dans la Marine royale et intègre une compagne de gardes de la Marine en 1741, à l'âge de 17 ans. Il connaît la carrière classique des jeunes officiers issus de la noblesse. 
Fait chevalier de Saint Louis en 1760, il est promu capitaine de vaisseau en 1771. 
Pendant la guerre d'indépendance des États-Unis, il participe à plusieurs combats sous les ordres du comte d'Orvilliers, ce qui lui vaudra d'être admis dans l'Ordre de Cincinnatus. Le 27 juillet 1778, à la bataille d'Ouessant il commande le vaisseau le Palmier, de 74 canons, dans l'avant-garde de la flotte placée sous les ordres du comte d'Orvilliers. L'issue du combat est indécise. L'année suivant il reçoit le commandement du Conquérant (80). Il est promu au grade de chef d'escadre au département de Brest en 1781. Il reçoit en 1782 une pension de 3 600 livres sur le Trésor royal. 
Il est initié à la franc-maçonnerie dans les années 1740-1750 et participe à la fondation de La Loge de la Marine en 1775 à Brest.
Sous la Révolution française, il est emprisonné à Landerneau, puis gardé à vue à Daoulas où il meurt le 5 octobre 1795 ou le 15 octobre 1796, à l'âge de 72 ou 73 ans.

## Mariage et descendance
Il épouse en 1762 Marie Josèphe Moutier des Longchamps. De cette union naissent :
- Marie Henriette, épouse de Charles Bardet des Gléreaux, lieutenant de vaisseau guillotiné comme contre-révolutionnaire, puis de Louis Casimir Causse de Vallongues, capitaine de vaisseau
- Charles César, lieutenant de vaisseau
- Marie Josèphe Charlotte, épouse de Toussaint de Charbonneau de La Moricière
- Charles-Marie-Henri, capitaine au régiment de Bresse, marié avec Jeanne Henriette Salomé de La Tullaye
- Élise, épouse de Louis Abaquesné de Parfouru
- Désiré
- Marie Arnolde Rose

### Sources et bibliographie
- Christian de La Jonquière, Officiers de Marine aux Cincinnati, Éditions de Poliphile, 1988
- Christian de La Jonquière, Les Marins français sous Louis XVI : guerre d'indépendance américaine, Muller, 1996, 294 p., p. 249
- Louis de La Roque, Annuaire historique et généalogique de la province de Languedoc, Paris, E. Dentu, 1861, 144 p., p. 7-9
- Association ponantaise d'histoire maritime, Dictionnaire des marins francs-maçons, gens de mer et professions connexes aux XVIIIe, XIXe et XXe siècles : travaux de la loge maritime de recherche La Pérouse, Éditions L'Harmattan, 2011, 571 p. (lire en ligne), p. 76